# برايان بوث (لاعب كريكت)
برايان بوث (3 ديسمبر 1935 - ) (بالإنجليزية: Brian Booth)‏ هو لاعب كريكت بريطاني.